# Matthias Brauer (Chorleiter)
Matthias Brauer (* 18. April 1950 in Dresden) ist ein deutscher Chorleiter.

## Leben
Matthias Brauer war in seiner Kindheit Mitglied des Dresdner Kreuzchors. Sowohl in seiner Geburtsstadt Dresden als auch in Weimar studierte er Orgel und Orchesterleitung („Dirigent“). Anschließend wirkte er als Chordirektor des Nationaltheaters Weimar und der Staatsoper Berlin.
Brauer war von 1995 bis 2006 Leiter des Chores der Sächsischen Staatsoper Dresden (Semperoper) und arbeitete dort mit Giuseppe Sinopoli, Bernard Haitink, Kurt Masur, Daniele Gatti, Myung-Whun Chung, Kent Nagano, Daniel Barenboim, Colin Davis, John Eliot Gardiner, Semjon Bytschkow,  Neville Marriner, Roger Norrington, Georg Solti, Christian Thielemann und weiteren Künstlern zusammen. Er ist regelmäßig als Dirigent der Rundfunkchöre Berlin, München und Leipzig eingeladen.
Beauftragt mit einigen Kursen/Seminaren der Hochschule für Musik Carl Maria von Weber Dresden nahm er an zahlreichen internationalen Festivals teil, so unter anderem bei den Salzburger Festspielen und dem Festival von Hilversum.
Nach häufiger Zusammenarbeit mit dem Chœur de Radio France (z. B. Requiem von Mozart, die Zweite und Achte Symphonie von Mahler, die Messe solemnis, der Neunten Symphonie und des Fidelio von Beethoven) wurde Matthias Brauer im Jahr 2006 zum Musikdirektor dieses Chores ernannt. Er hatte diese Position bis 2014 inne.

## Auszeichnungen
- 2002: Grand Prix du disque für die beste Realisierung eines Chorwerkes (Stabat Mater von Dvořák)